# Cell
|  | Per a altres significats, vegeu «Cell (desambiguació)». |

Cell és una Unitat Central de Procés (ang.: CPU) (xip principal d'un ordinador) desenvolupat per Sony, IBM i Toshiba per a la consola de jocs Playstation 3 inicialment però també per a aplicacions d'aparells Cinema a casa i com a Estació de treball d'alt nivell.
El Cell té una potència de càlcul d'un superordinador, superior al Cray X1E segons l'estudi del LBNL (Lawrence Berkeley National Laboratory) (PPT) (PDF) però per a treure'n partit caldrà desenvolupar-hi programes específics.
Imatge. Incorpora un nucli principal (dit PPE: Power Processor Element) i vuit nuclis addicionals (S.P.E.: Elements de Procés Sinèrgics).

## PPE
El nucli principal (PPE) és un PowerPC nou i pot gestionar dos fils de procés (ang. Threads) simultàniament (SMT ang.: Simultaneous MultiThreading) de manera similar al sistema Hyper-threading de Intel.
El PPE està destinat al procés de tasques tradicional accedint a la memòria principal mitjançant memòries cau de nivell 1 i 2.

## SPE
Els nuclis addicionals (SPE) no treballen sobre la memòria principal sinó sobre una memòria local interna (SRAM) incorporada en el xip, sense memòria cau intermèdia. Aquesta memòria local es carrega / descarrega mitjançant un mecanisme de DMA (Accés directe a memòria) de càrrega de blocs de memòria.
Aquest fet proporciona un accés molt més ràpid i previsible (sense memòria cau, i al mateix xip) a les dades que no l'accés a la memòria principal mitjançant memòria cau i unitàriament (amb els retards en cas que el valor cercat manqui i s'hagi d'anar a cercar a la memòria principal).
Tanmateix els SPE, condicionats per l'entrada / sortida per DMA (en blocs) i la reduïda memòria local (256 KB), no són aptes per a aplicacions genèriques amb accesos aleatoris, sinó més aviat per a aplicacions de tractament intensiu de dades (procés multimèdia, xifratge, codificació / descodificació, etc.) mitjançant codi compacte que es pot estructurar en Overlays o Plugins en cas de no cabre-hi tot.

## Programari de simulació
Existeix un programari de simulació del xip i compilador creuat per al desenvolupament de programes sobre el sistema Linux Fedora Core que està disponible al Centre de Supercomputació de Barcelona.